# ایستگاه متروی هلال احمر
ایستگاه مترو هلال احمر، یکی از ایستگاه‌های خط ۷ مترو تهران است. این ایستگاه در خیابان هلال احمر قرار دارد.
این ایستگاه که در ۲۵ اسفند ۱۳۹۷ تأسیس شده، دارای بلندترین پله برقی ایران به طول ۱۸ متر است.

## امکانات
از امکانات این ایستگاه می‌توان به پله برقی، آبسرد کن، و پایانه تاکسیرانی و اتوبوسرانی اشاره کرد.
همچنین ایستگاه بی آر تی (اتوبوس تندرو) عباسی از خط ۲ تندرو (پایانه خاوران - پایانه آزادی) در کنار این ایستگاه قرار دارد.
این ایستگاه، دو ورودیِ رو به روی هم دارد.